# 干渉 (物理学)

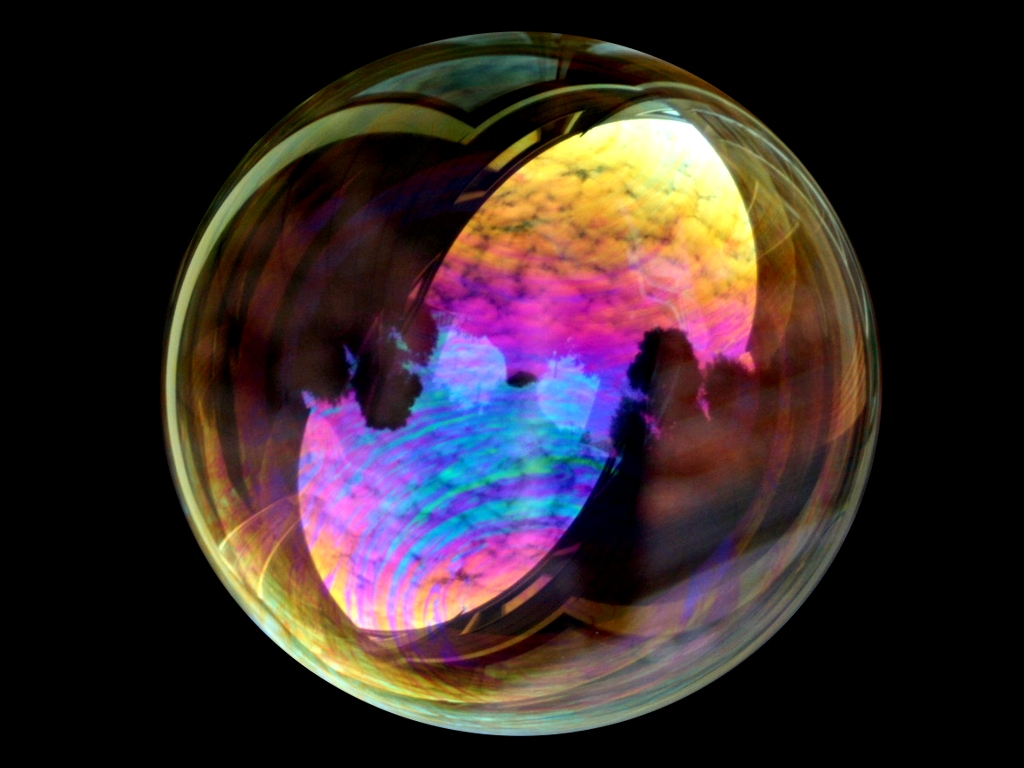
しゃぼん玉。薄膜干渉により、色づいて見える。

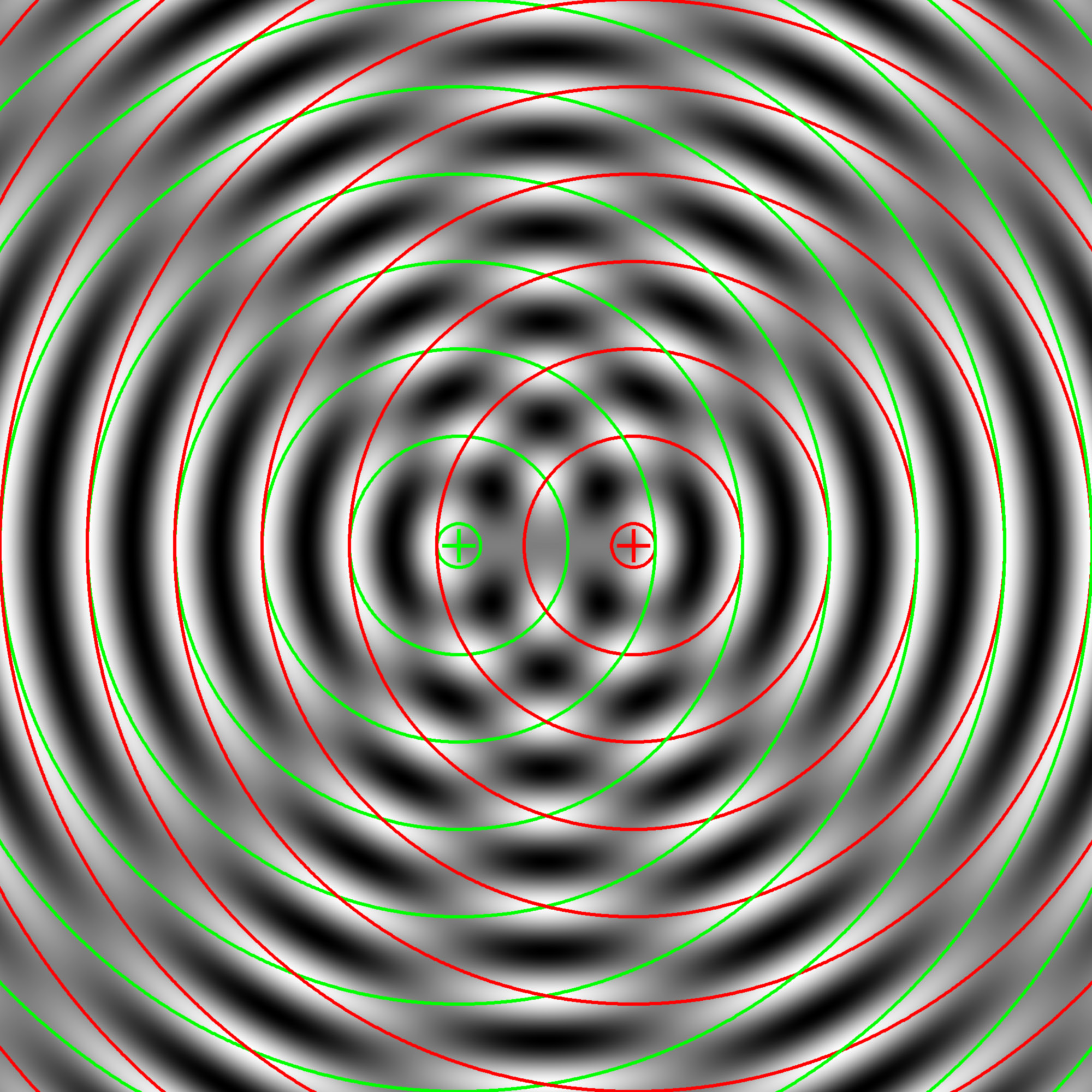
2波干渉

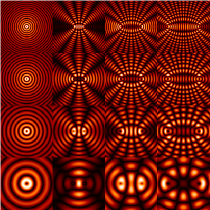
様々な2波干渉の干渉パターン。2つの波源間の距離と、波長を変化させることにより、干渉パターンも変化する。

物理学における波の干渉（かんしょう、英: interference）とは、複数の波の重ね合わせによって新しい波形ができることである。互いにコヒーレントな（相関性が高い）波のとき干渉が顕著に現れる。このような波は、同じ波源から出た波や、同じもしくは近い周波数を持つ波である。

## 概説
波の重ね合わせの原理とは、ある点に生じた波の振幅が、その点に影響するすべての波の振幅の和と一致することである。同じ点で波の山と山または谷と谷が干渉すると振幅の絶対値は大きくなり、山と谷が干渉すると振幅の絶対値は小さくなる。
波の干渉は、トマス・ヤングの複スリットを使った光の干渉の実験（ヤングの実験）とも関係している。ヤングはこの実験で、2つのコヒーレントな光波が干渉しあって、干渉縞を形成することを示した。複スリットからの2つの光波は同じ波源から来たものであり、同じ波長分布を持つ。ヤングの干渉縞の中心では、この二つの波が、それぞれの波長において同じ位相をもつ。一般的にこの種の干渉は、1つの波源から発し、2つの異なる経路を通って伝播した波に起こりやすい。複数の波源からの波では、位相関係を調整できるときのみ干渉が起きる。これは位相関係が調整された波は、1つの波源から発したのと同じとみなせるからである（ホイヘンスの原理を参照）。干渉縞には、波が強めあう「明るい」領域と、波が弱めあう「暗い」領域が形成されるが、エネルギー保存の法則により、干渉縞にエネルギーの失われた暗い領域が形成されればその分明るい領域が形成される。
どんな光源でも干渉縞を作ることができる。例えば、ニュートン環は太陽光でも観察することができる。しかし、白色光はあらゆる色のスペクトルが混ざっているためさまざまな幅の縞模様ができ、鮮明な干渉縞を得ることができない。一方、ナトリウムランプは単色光に近い光なので、鮮明な干渉縞を得ることができる。そして、最も鮮明な干渉縞が得られるのはほぼ完全な単色光を出すことができるレーザーである。

## 干渉のしくみ

増加的干渉（左）と、減殺的干渉（右）

2つの波が重なりあうとき、形成される波形は周波数（または波長）と振幅、そして位相関係に依存する。もし、2つの波の振幅が同じAで波長も同じであるとき、2つの波の位相関係に応じて振幅が 0 と 2A の間の値をとる。
2つの波が同相（位相差が 0）である場合、すなわち波の山と山、谷と谷が一致するとき、2つの振幅をそれぞれ A1 と A2 とすると、干渉後の光の振幅Aは  A = A1 + A2 となる。これを、増加的干渉もしくは建設的干渉、干渉による強めあいなどと呼ぶ。
もし、2つの波が逆相（位相差が180°）である場合、波は互いに打ち消しあうことになる。そして干渉後の光の振幅Aは A = |A1 − A2| となる。A1 = A2 ならば、振幅は 0 である。これは、減殺的干渉もしくは相殺的干渉、干渉による弱めあいなどと呼ばれる。

## 量子干渉
ある系の状態ψは、ある完全系 {\displaystyle \{|i\rangle \}} を用意すると、{\displaystyle \{|i\rangle \}}の線形結合(重ね合わせ)で表せる。
{\displaystyle |\psi \rangle =\sum _{i}\psi _{i}|i\rangle }
ここで展開係数 {\displaystyle \psi _{i}=\langle i|\psi \rangle } は波動関数で複素数値をもつ。
状態Ψから新しい状態Φへの遷移が観測される確率は、
{\displaystyle {\begin{aligned}\operatorname {prob} (\psi \rightarrow \varphi )&=|\langle \psi |\varphi \rangle |^{2}=\left|\sum _{i}\psi _{i}^{*}\varphi _{i}\right|^{2}\\&=\sum _{ij}\psi _{i}^{*}\psi _{j}\varphi _{j}^{*}\varphi _{i}\\&=\sum _{i}|\psi _{i}|^{2}|\varphi _{i}|^{2}+\sum _{ij;i\neq j}\psi _{i}^{*}\psi _{j}\varphi _{j}^{*}\varphi _{i}\end{aligned}}}
となる。ここで {\displaystyle \varphi _{i}=\langle i|\varphi \rangle } は、終状態を {\displaystyle \{|i\rangle \}} の線形結合で表した時の展開係数である。* は複素共役を表し、{\displaystyle \psi _{i}^{*}=\langle \psi |i\rangle } である。
一方、系が {\displaystyle |\psi \rangle } から状態 {\displaystyle \{|i\rangle \}} を経由して {\displaystyle |\varphi \rangle } へ古典的に遷移する系を考える。古典的に考えると、{\displaystyle |\psi \rangle } から {\displaystyle |\varphi \rangle } への遷移確率は、すべての経路の遷移確率の合計であると考えられるので、以下のようになる。
{\displaystyle {\begin{aligned}\operatorname {prob} (\psi \rightarrow \varphi )&=\sum _{i}\operatorname {prob} (\psi \rightarrow i\rightarrow \varphi )\\&=\sum _{i}|\langle \psi |i\rangle |^{2}|\langle i|\varphi \rangle |^{2}\\&=\sum _{i}|\psi _{i}|^{2}|\varphi _{i}|^{2}\end{aligned}}}
古典的遷移と量子力学的遷移の遷移確率は、量子力学的な場合では {\displaystyle \sum _{ij;i\neq j}\psi _{i}^{*}\psi _{j}\varphi _{j}^{*}\varphi _{i}} という余分な項があるために異なっている。このような余分な項は、異なる状態 i ≠ j の重ね合わせによる干渉を表し、「干渉項」や「交差項」と呼ばれる。これは量子力学に特有の現象で、状態の重ね合わせでは測定値の確率分布は非加算であることに起因する。つまり、純粋状態を重ねあわせても一般には混合状態にはならない。
もし中間状態 {\displaystyle |i\rangle } が測定されたり、環境と相互作用した場合、量子デコヒーレンスによって、干渉項は消える。